# Davyne
La davyne est un minéral très rare, aluminosilicate, feldspathoïde, du groupe de la cancrinite, que l'on rencontre dans les éjectas de certains volcans. 
De formule chimique (Na,K)6Ca2(Al6Si6O24)(Cl2,SO4)2, elle se présente sous forme de cristaux blancs ou incolore hexagonaux ou prismatiques jusqu'à 4 cm. Sa structure cristalline hexagonale se développe dans groupe d'espace dipyramidal P63/m. Du fait de la présence éventuelle de potassium, elle émet une radioactivité résiduelle, à peine détectable.
Elle a été nommée par Monticelli et Covelli en 1825 en l'honneur du chimiste Sir Humphry Davy (1778-1829), qui a isolé pour la première fois, entre en 1807 et 1808, le potassium, le sodium, le calcium, le strontium, le baryum, le magnésium et le bore. L'Association internationale de minéralogie l'a confirmée en 1990 et lui a attribué le symbole Dvy.
De grande dureté (jusqu'à 6 sur l'échelle de Mohs), elle est cassante et montre un clivage parfait sur {1010}, et moins net sur {0001}. 
On en connait une variante de formule (Na,Ca,K)8(Si6Al6)O24(Cl,SO4)2-3, nommée acarbodavyne (« sans dioxyde de carbone »). 

## Formation et gisements
Elle s'est formée par altération et/ou métamorphisme à haute température dans des formations de carbonate, de phosphate et de fer thermiquement altérées, dans les laves à leucite, très déficitaire en silice. L'âge du début de la paragénèse (> 3 milliards d'années), explique qu'on la trouve dans des roches ignées hautement évoluées, ultra-alcalines et agpaïtiques. Sa localité type est le mont Somma au-dessus de Naples en Italie. On la trouve associée à la vésuvianite, la kaliophilite, l'augite, la sodalite, aux autres membres du groupe de la cancrinite, aux hornblendes, aux humites, au spinelle, la série fayalite-forstérite et à d'autres pyroxènes.
La base de données minéralogiques Mindat.org recense 21 gisements en 2024, qui se répartissent entre Allemagne et Italie, outre le volcan Koudriavy des îles Kouriles dans l'Océan Pacifique. À ceux-ci se rajoute l'île volcanique Zabargad (île de Saint-Jean) dans la Mer Rouge qui en recèle aussi dans deux anciennes mines de péridot.